# Сплюшка коморська
Сплюшка коморська (Otus capnodes) — вид совоподібних птахів родини совових (Strigidae). Ендемік Коморських Островів.

## Опис
Довжина птаха становить 20-22 см. Забарвлення існує в двох морфах: темно-попелясто-сірій і світло-рудувато-коричневій. Лицевий диск світло-сірий з чорними краями. На голові короткі, малопомітні пір'яні "вуха". Голос — серія низьких, пронизливих посвистів, що часто повторюються і розділяються короткими паузами.

## Поширення і екологія
Коморські сплюшки є ендеміками острова Анжуан в архіпелазі Коморських островів. Вони живуть в вологих гірських тропічних лісах, на висоті від 300 до 5950 м над рівнем моря.

## Збереження
МСОП класифікує цей вид як такий, що перебуває під загрозою зникнення. Після відкриття у 1886 році коморська сплюшка не спостерігалася до повторного відкриття у 1992 році. За оцінками дослідників, популяція цього виду становить від 3500 до 5500 птахів. Коморським сплюшкам загрожує знищення природного середовища.